# Helmut Sienknecht
Helmut Sienknecht  (* 15. September 1935 in Hamburg; † 22. Januar 2020) war ein deutscher Pädagoge.

## Leben
Er studierte Erziehungswissenschaft und wurde Lehrer. Nach dem zweiten Staatsexamen kehrte er an die Universität zurück und wurde Doktorand bei Georg Geißler. Nach der Promotion 1968 war er Assistent und Studienleiter an der Pädagogischen Hochschule in Lüneburg. 1972 wurde er wissenschaftlicher Oberrat an der Universität Hamburg. Er lehrte dort von 1983 bis 2000 als Professor für Schulpädagogik.

## Schriften (Auswahl)
- Der Einheitsschulgedanke. Geschichtliche Entwicklung und gegenwärtige Problematik. Weinheim 1970, OCLC 64992206.
- Primarschulen in England. Fakten und Diskussion. Weinheim 1981, ISBN 3-407-65231-3.
- Sekundarschulen in England. Dokumentation mit einleitendem Kommentar. Köln 1985, ISBN 3-412-00685-8.
- Sondern für das Leben. Erinnerungen an Schule und Lehrerbildung in Hamburg von 1942 bis zur Gegenwart. Münster 2001, ISBN 3-8309-1049-5.